# Talsperre Monte da Rocha
Die Talsperre Monte da Rocha (portugiesisch Barragem do Monte da Rocha) liegt in der Region Alentejo Portugals im Distrikt Beja. Sie staut den Sado zu einem Stausee (port. Albufeira da Barragem do Monte da Rocha) auf. Die Kleinstadt Castro Verde befindet sich ungefähr zehn Kilometer südöstlich der Talsperre.
Mit dem Projekt zur Errichtung der Talsperre wurde im Jahre 1965 begonnen. Der Bau wurde 1972 fertiggestellt. Die Talsperre dient neben der Bewässerung auch der Trinkwasserversorgung. Sie ist im Besitz der Associação de Regantes e Beneficiários de Campilhas e Alto Sado.

## Absperrbauwerk
Das Absperrbauwerk besteht aus einem Staudamm mit Tonkern. Die Höhe beträgt 55 m über der Gründungssohle (51 m über dem Flussbett). Die Dammkrone liegt auf einer Höhe von 141,4 m über dem Meeresspiegel. Die Länge der Dammkrone beträgt 2000 m und ihre Breite 10 m. Das Volumen des Staudamms beträgt 1,81 Mio. m³.
Der Staudamm verfügt sowohl über einen Grundablass als auch über eine Hochwasserentlastung. Über den Grundablass können maximal 80 m³/s abgeleitet werden, über die Hochwasserentlastung maximal 260 m³/s. Das Bemessungshochwasser liegt bei 1500 m³/s; die Wahrscheinlichkeit für das Auftreten dieses Ereignisses wurde mit einmal in 1000 Jahren bestimmt.

## Stausee
Beim normalen Stauziel von 137 m (maximal 138,45 m bei Hochwasser) erstreckt sich der Stausee über eine Fläche von rund 11 km² und fasst 104,5 Mio. m³ Wasser – davon können 99,5 Mio. m³ genutzt werden. Das minimale Stauziel liegt bei 113,5 m.